# Mistrzostwa Europy w Lekkoatletyce 2014 – sztafeta 4 × 400 m kobiet
Sztafeta 4 × 400 metrów kobiet – jedna z konkurencji biegowych rozegranych podczas lekkoatletycznych mistrzostw Europy w Zurychu.
Tytułu mistrzowskiego z poprzednich mistrzostw nie obroniły reprezentantki Ukrainy.

## Terminarz
| Data        | Godzina |            |
| ----------- | ------- | ---------- |
| 16 sierpnia | 16:20   | Eliminacje |
| 17 sierpnia | 15:22   | Finał      |

## Rekordy
Tabela prezentuje rekord świata, rekord Europy, najlepsze osiągnięcie na Starym Kontynencie, a także najlepsze rezultaty na świecie i Europie w sezonie 2014 przed rozpoczęciem mistrzostw.
|                          | Zawodnik                                                                            | Wynik   | Miejsce   | Data                     |
| ------------------------ | ----------------------------------------------------------------------------------- | ------- | --------- | ------------------------ |
| Rekord świata            | ZSRR Tatjana Ledowska Olga Nazarowa Marija Pinigina Olha Bryzhina                   | 3:15:17 | Seul      | 1 października 1998(dts) |
| Rekord Europy            | ZSRR Tatjana Ledowska Olga Nazarowa Marija Pinigina Olha Bryzhina                   | 3:15:17 | Seul      | 1 października 1998(dts) |
| Rekord mistrzostw Europy | NRD Kirsten Emmelmann Sabine Busch Petra Müller Marita Koch                         | 3:16,87 | Stuttgart | 31 sierpnia 1986(dts)    |
| Listy światowe           | Stany Zjednoczone DeeDee Trotter Sanya Richards-Ross Natasha Hastings Joanna Atkins | 3:21,73 | Nassau    | 25 maja 2014(dts)        |
| Listy europejskie        | Francja Marie Gayot Lénora Guion-Firmin Agnès Raharolahy Floria Gueï                | 3:25,84 | Nassau    | 25 maja 2014(dts)        |

## Rezultaty

### Eliminacje
Awans: Pierwsze trzy zespoły z każdego biegu (Q) + 2 z najlepszymi czasami wśród przegranych (q).
| Pozycja | Bieg | Tor | Reprezentacja   | Zawodniczki                                                                         | Czas    | Uwagi |
| ------- | ---- | --- | --------------- | ----------------------------------------------------------------------------------- | ------- | ----- |
| 1.      | 1    | 4   | Ukraina         | Daryna Prystupa, Olha Lachowa, Anna Ryżykowa, Chrystyna Stuj                        | 3:28,18 | Q     |
| 2.      | 2    | 6   | Rosja           | Marija Michaiłczuk, Tatjana Wieszkurowa, Tatjana Firowa, Ksienija Zadorina          | 3:28,42 | Q,    |
| 3.      | 2    | 2   | Wielka Brytania | Emily Diamond, Kelly Massey, Victoria Ohuruogu, Margaret Adeoye                     | 3:28,44 | Q     |
| 4.      | 1    | 1   | Francja         | Estelle Perrossier, Muriel Hurtis, Phara Anacharsis, Agnès Raharolahy               | 3:28,58 | Q     |
| 5.      | 2    | 1   | Polska          | Iga Baumgart, Patrycja Wyciszkiewicz, Agata Bednarek, Justyna Święty                | 3:29,79 | Q     |
| 6.      | 2    | 3   | Niemcy          | Ruth Sophia Spelmeyer, Lena Schmidt, Janin Lindenberg, Lara Hoffmann                | 3:30,39 | q     |
| 7.      | 1    | 8   | Włochy          | Maria Benedicta Chigbolu, Maria Enrica Spacca, Elena Maria Bonfanti, Chiara Bazzoni | 3:31,31 | Q     |
| 8.      | 1    | 3   | Belgia          | Laetitia Libert, Kimberley Efonye, Olivia Borlée, Justien Grillet                   | 3:32,22 | q     |
| 9.      | 1    | 6   | Rumunia         | Adelina Pastor, Mihaela Nunu, Angela Moroșanu, Bianca Răzor                         | 3:33,84 |       |
| 10.     | 1    | 7   | Portugalia      | Filipa Martins, Vera Barbosa, Dorothé Évora, Cátia Azevedo                          | 3:35,41 | SB    |
| 11.     | 2    | 7   | Litwa           | Eva Misiūnaitė, Modesta Morauskaitė, Eglė Staišiūnaitė, Agnė Šerkšnienė             | 3:36,25 |       |
| 12.     | 1    | 5   | Finlandia       | Katri Mustola, Ella Räsänen, Sanna Aaltonen, Anniina Laitinen                       | 3:36,47 |       |
| 13.     | 2    | 8   | Norwegia        | Tara Marie Norum, Trine Mjåland, Vilde Jakobsen Svortevik, Line Kloster             | 3:36,57 |       |
| 14.     | 2    | 4   | Słowacja        | Sylvia Salgovicová, Alexandra Štuková, Andrea Holleyová, Iveta Putalová             | 3:39,55 |       |
| 15.     | 2    | 5   | Chorwacja       | Dora Filipović, Marija Hižman, Lucija Pokos, Kristina Dudek                         | 3:42,96 |       |
| 16.     | 1    | 2   | Turcja          | Birsen Engin, Tuğba Koyuncu, Meliz Redif, Meryem Kasap                              | 3:48,10 |       |

### Finał
| Pozycja | Tor | Reprezentacja   | Zawodniczki                                                                 | Czas    | Uwagi |
| ------- | --- | --------------- | --------------------------------------------------------------------------- | ------- | ----- |
| 01 !    | 6   | Francja         | Marie Gayot, Muriel Hurtis, Agnès Raharolahy, Floria Gueï                   | 3:24,27 | EL    |
| 02 !    | 5   | Ukraina         | Natalija Pyhyda, Chrystyna Stuj, Anna Ryżykowa, Olha Zemlak                 | 3:24,32 | SB    |
| 03 !    | 4   | Wielka Brytania | Eilidh Child, Kelly Massey, Shana Cox, Margaret Adeoye                      | 3:24,34 | SB    |
| 4.      | 3   | Rosja           | Alona Tamkowa, Tatjana Wieszkurowa, Tatjana Firowa, Jekatierina Rieńżyna    | 3:25,02 | SB    |
| 5.      | 7   | Polska          | Małgorzata Hołub, Patrycja Wyciszkiewicz, Joanna Linkiewicz, Justyna Święty | 3:25,73 | SB    |
| 6.      | 1   | Niemcy          | Esther Cremer, Christiane Klopsch, Lena Schmidt, Ruth Sophia Spelmeyer      | 3:27,69 | SB    |
| 7.      | 8   | Włochy          | Chiara Bazzoni, Maria Enrica Spacca, Elena Maria Bonfanti, Libania Grenot   | 3:28,30 |       |
| 8.      | 2   | Belgia          | Laetitia Libert, Olivia Borlée, Kimberley Efonye, Justien Grillet           | 3:31,82 | SB    |